# سفارة مالطا لدى السعودية
سفارة مالطا لدى السعودية هي الممثلية الدبلوماسية العليا لدولة مالطا لدى المملكة العربية السعودية. تقع السفارة في حي العليا في الرياض.